# شرق سيانغ
شرق سيانغ رمزها «ES» (بالإنجليزية: East  Siang)‏ ، هو تقسيم إداري لدولة الهند تتبع ولاية أروناجل برديش (بالإنجليزية: Arunachal  Pradesh)‏ ، مركزها هو مدينة باسيغات (بالإنجليزية: Pasighat)‏ عدد سكانها حسب تعداد سنة 2001 هو 87,430 ، مساحتها 4,005 كم² وكثافة السكان 22 لكل كم² .